# سنگهویی
سنگهویی (به انگلیسی: Sanghoi) یک روستا در پاکستان است که در ناحیه جهلم واقع شده‌است.